# Paksa Rudolf
Paksa Rudolf (Ajka, 1981. augusztus 30.) magyar történész,  a Magyar Tudományos Akadémia Bölcsészettudományi Kutatóközpont Történettudományi Intézetének tudományos segédmunkatársa (Horthy-korszak témacsoport).

## Életpályája
Történelem szakon végzett a budapesti ELTE Bölcsészettudományi Karán 2006-ban. 2009 óta az MTA Történettudományi Intézetének munkatársa (fiatal kutató). Az ELTE BTK Új- és Jelenkori Magyar Történelem szakirányán doktorált 2012-ben.

### Kutatási területe[1]
- Modern magyar történetírás és történettudomány
- Szélsőjobboldali mozgalmak a Horthy-korban
- A régi Eötvös Collegium története

## Fontosabb művei[1]
- Keresztury Dezső az Eötvös Collegium élén 1945–1948. In: Keresztury Dezső az Eötvös Collegium igazgatója 1945–1948. Szerk. Paksa Rudolf. Bp., 2004. 67–134.
- Ferenc Szálasi and the Hungarian Far-Right Between the World Wars. (Translated by Máté Veres) In: Vers un profil convergent des fascismes? „Nouveau consensus” et religion politique en Europe centrale. Ed. Traian Sandu. Paris, L'Harmattan, 2010. 125–139. [Cahiers de la Nouvelle Europe, 11.]
- Szekfű Gyula alma matere. In: A negyedik nemzedék és ami utána következik. Szekfű Gyula és a magyar történetírás a 20. század első felében. Szerk. Ujváry Gábor–Nagy József Zsigmond. Bp., Ráció Kiadó, 2011. 14–27. [Kodolányi János Főiskola Történeti Műhelyének Kiadványai, 2.]
- A magyar szélsőjobboldal története. Bp., 2012.
- Szálasi Ferenc és a hungarizmus. Bp., 2013.
- Magyar nemzetiszocialisták. Az 1930-as évek új szélsőjobboldali mozgalma, pártjai, politikusai, sajtója. Bp., 2013.
- Prozopográfia vagyis „kollektív biográfiai elemzés”. (A Horthy-kori magyar nemzetiszocialista elit vizsgálata) In: Módszertani tanulmányok. Szerk. Ballabás Dániel. Eger, 2013. 7–19. [Az Eszterházy Károly Főiskola Történelemtudományi Doktori Iskolájának Kiadványai. Konferenciák, műhelybeszélgetések VIII.]
- A rózsadombi paktum. In: Mítoszaink nyomában. Szerk. Kovács Kiss Gyöngy. Kolozsvár, 2013. 243–263.
- Az agresszor, az intrikus, a Pilátus, a mór és a vonakodó fantaszta – avagy mozgástér és felelősség 1944-ben. Modern Magyarország [elektronikus folyóirat], 2014/1. (különszám) 226–245.
- Szélsőjobboldal és antiszemitizmus. In: A megértés mint hivatás. Köszöntő kötet Erdélyi Ágnes 70. születésnapjára. Szerk. Bárány Tibor, Gáspár Zsuzsa, Margócsy István, Reich Orsolya, Vér Ádám. Bp., L’Harmattan, 2014. 364–377.